# مطار تازة
مطار تازة، ويسمى أيضاً بمطار سيدي حمو مفتاح هو مطار يقع في مدينة تازة بجهة فاس مكناس بالمغرب، يتم استخدام المطار من طرف الطائرات الصغيرة للسياحة، أو من طرف طائرات الإنقاذ الخاصة بإطفاء حرائق الغابات.